# Gerd Herziger
Gerd Herziger (1932) é um físico do laser alemão.
Recebeu em 1968 o Prêmio Karl Scheel (com Horst Weber). Recebeu o Prêmio Karl Heinz Beckurts de 1990.

## Obras
- com Horst Weber: Der Laser - Grundlagen und Anwendungen, Physik-Verlag, Weinheim 1972
- com Rolf Wester: Materialbearbeitung mit Lasern, Physik in unserer Zeit, Vol. 22, 2006, Caderno 5
- Ed.: Werkstoffbearbeitung mit Laserstrahlen, Hanser 1993